# Surat Thani (tỉnh)
Surat Thani (tiếng Thái: สุราษฎร์ธานี, phiên âm: Xu-rát Tha-ni) thường gọi tắt là Surat, là tỉnh lớn nhất ở miền nam của Thái Lan, bên bờ đông của Vịnh Thái Lan. Tên gọi của tỉnh này có nghĩa là Thành phố của người tốt, được vua Vajiravudh (Rama VI) ban tặng.

## Các đơn vị hành chính
Tỉnh này có 18 huyện (Amphoe) và huyện nhỏ (hay phó huyện) (King Amphoe). Các huyện này được chia thành 131 xã (tambon) và 1028 thôn (muban).
| Amphoe | | King Amphoe  |
| --- | --- | ------------ |
| 1. Mueang Surat Thani 2. Kanchanadit 3. Don Sak 4. Ko Samui 5. Ko Pha-ngan 6. Chaiya 7. Tha Chana 8. Khiri Rat Nikhom 9. Ban Ta Khun | 1. Phanom 2. Tha Chang 3. Ban Na San 4. Ban Na Doem 5. Khian Sa 6. Wiang Sa 7. Phrasaeng 8. Phunphin 9. Chai Buri | 1. Vibhavadi |

Tỉnh này có 3 thị xã (thesaban mueang) và 19 thị trấn (thesaban tambon). Các đơn vị thành thị quan trọng nhất là 6 đơn vị sau đây:
| STT | Thành phố    | Tên tiếng Thái      | Dân số  | Ghi chú          |
| --- | ------------ | ------------------- | ------- | ---------------- |
| 1.  | Surat Thani  | เทศบาลเมืองสุราษฎร์ธานี | 124.400 | Tỉnh lỵ          |
| 2.  | Ko Samui     | เทศบาลตำบลเกาะสมุย   | 48.410  | Đảo du lịch      |
| 3.  | Tha Kham     | เทศบาลเมืองท่าข้าม     | 20.363  | Ga tàu hỏa chính |
| 4.  | Na San       | เทศบาลเมืองนาสาร     | 19.851  |                  |
| 5.  | Talat Chaiya | เทศบาลตำบลตลาดไชยา  | 12.955  | Thị xã lịch sử   |
| 6.  | Don Sak      | เทศบาลตำบลดอนสัก     | 11.357  | Cảng chính       |